# Leucanopsis velivolans
Leucanopsis velivolans là một loài bướm đêm thuộc phân họ Arctiinae, họ Erebidae.